# 刘志青
刘志青（1981年1月18日—），是中国退役足球运动员，司职后卫。
刘志青从大连赛德隆组队时就开始效力，经历俱乐部转让，2007年因为申花联城合并进入上海申花。2008年赛季开始前被挂牌，加盟南昌八一。2009年初因病退役。